# Scutia spicata
Scutia spicata là một loài thực vật có hoa trong họ Táo. Loài này được Alexander von Humboldt và Aimé Jacques Alexandre Bonpland miêu tả khoa học đầu tiên năm 1819 theo hồ sơ để lại của Carl Ludwig Willdenow (1765-1812) dưới danh pháp Colletia spicata, công bố trong Systema vegetabilium của Johann Jacob Römer và Josef August Schultes. Năm 1930, Augusto Weberbauer chuyển nó sang chi Scutia.

## Phân bố
Loài này được tìm thấy tại Ecuador (gồm cả quần đảo Galápagos), Peru.

## Phân loài
- Scutia spicata var. spicata: Nguyên chủng.
- Scutia spicata var. pauciflora (Hook.f.) M.C.Johnst., 1974 (đồng nghĩa: Discaria parviflora Hook.f., 1847, Discaria pauciflora Hook.f., 1847 Scutia pauciflora Weberb., 1930 không G.Don, 1832 Scypharia parviflora (Hook.f.) Miers, 1860):[5] Chỉ có ở quần đảo Galápagos.